# Јован Монемвасијски
Свети Јован Монемвасијски је православни новомученик. 
Православна црква празнује новоученика Јована се 21. октобра.

## Биографија
Рођен је 1755. године у селу Гераки у Монемвасији на Пелопонезу. Његов отац је био свештеник пореклом из Геракија, а мајка из Гувеса у Лаконији. Као свештенички син изучавао је свете књиге. Када је имао петнаест година, Арбанаси под командом Хаџи Османа су напали Пелопонез, 1770. године, опљачкали тамошње хришћане, многе побили, међу њима и Јовановог оца свештеника. Јована и његову мајку Арбанаси су одвели у робље у граду Лариса и тамо их продадли. Затим су продани једном Солунском Турчину који је имао моного деце. Он и његова жена су упорно наговарали Јована да се одрекне хришћанске вере и прими ислам.
Током Госпојинског поста био је под великим притиском и Турчин га је присиљавао да прекине пост који је држао, али Јован није попуштао. Због тога га је разјарени Турчин убо ножем у срце, од чега је умро 21. октобра 1773. године са само 18 година.

## Свете мошти
Мошти светог Јована Монемвасијског чувају се у манастиру Жербица у Спарти. Део његове руке налази се и у манастиру Вулкан у Месинији. Део његових мошти се налазе и у цркви Светих четрдесет мученика Ларисе.